# Supporto di memoria
Un supporto di memoria (anche supporto di memorizzazione o supporto di informazione), nel campo dell'informatica e dell'elettronica, è un dispositivo di memorizzazione su cui vengono registrate informazioni (dati). Il termine è utilizzato soprattutto in riferimento a file, audio e video, ma teoricamente la registrazione può avvenire con qualunque grandezza fisica, anche un foglio di carta per scrivere.

## Tipologia dei supporti

### Formati

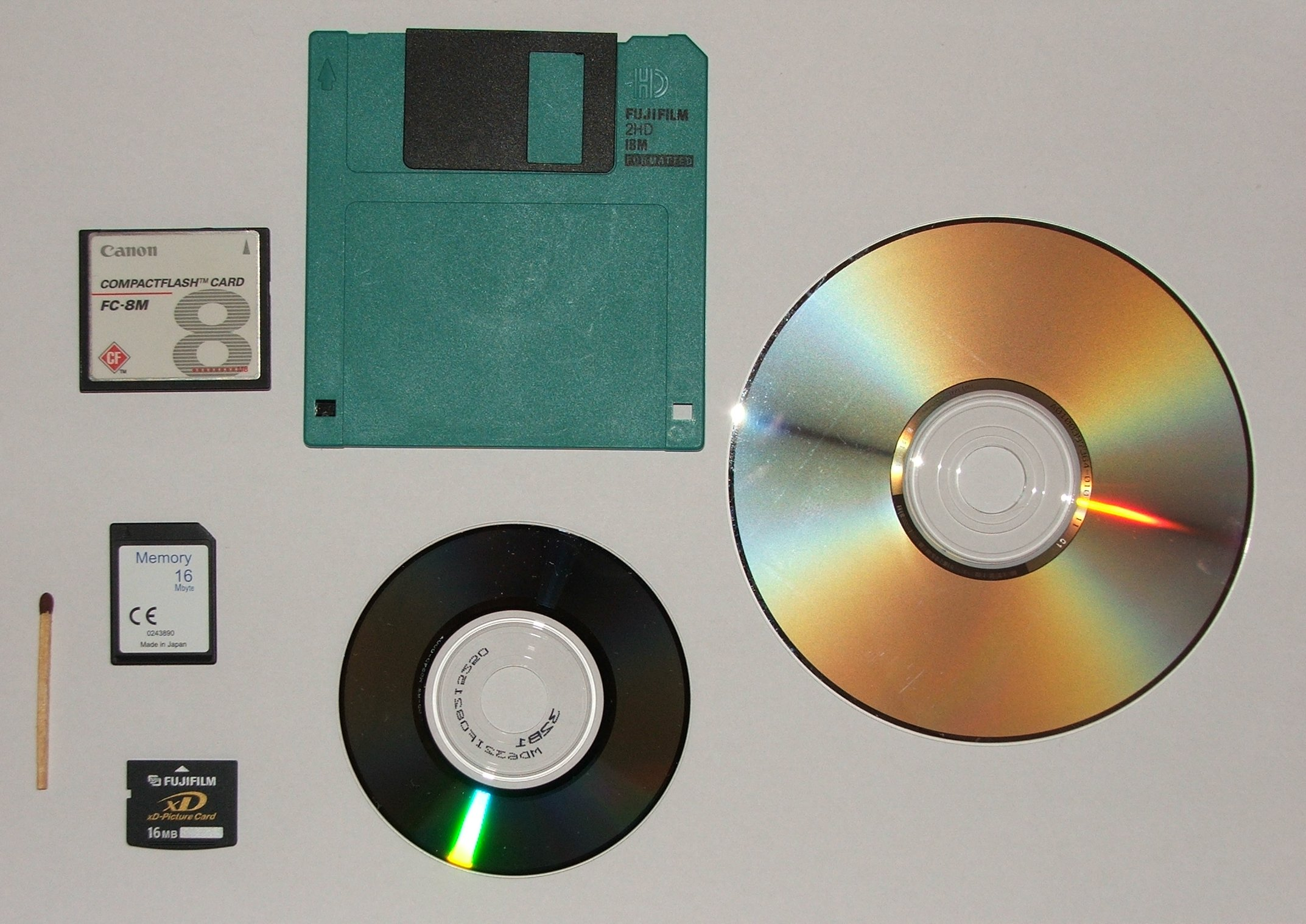
Alcuni supporti digitali messi a confronto con la grandezza di un fiammifero.

Un primo criterio utilizzato per distinguere tipi diversi di supporti di memoria considera la forma analogica o digitale dell'informazione memorizzata sul supporto di memoria. In base a tale criterio si distinguono i seguenti due tipi di supporti di memoria:
- supporto analogico;
- supporto digitale.

Un supporto di memoria rientra sempre almeno in una di questi due tipi. Questi due tipi di supporti di memoria non sono però mutuamente esclusivi: un supporto di memoria può essere sia un supporto analogico che un supporto digitale. Esistono infatti supporti di memoria utilizzati in un particolare ambito come supporto analogico e in altro ambito come supporto digitale. Un esempio di tale supporto è la Compact Cassette, oggi in disuso ma molto diffusa negli anni ottanta e anni novanta del XX secolo.
La Compact Cassette è stata utilizzata come supporto di memoria per memorizzare l'audio rappresentato in forma analogica ed è stata utilizzata anche in ambito informatico come supporto di memoria per memorizzare il software rappresentato in forma digitale. Esistono inoltre anche supporti di memoria su cui l'informazione viene memorizzata contemporaneamente in forma analogica e in forma digitale. Un esempio di tali supporti di memoria è il Laserdisc, diffuso negli anni ottanta e novanta del XX secolo. Nel Laserdisc il video è rappresentato in forma analogica, l'audio invece può essere rappresentato sia in forma analogica che in forma digitale.

### Removibilità

Confronto tra varie tipologie di supporto su disco

Un secondo criterio utilizzato per distinguere tipi diversi di supporti di memoria considera il tipo di predisposizione del supporto di memoria ad essere rimosso dal dispositivo che lo legge o lo scrive. In base a questo criterio si distinguono i seguenti due tipi di supporti di memoria:
- supporto non removibile;
- supporto removibile.

Non tutti i supporti di memoria rientrano in uno di questi due tipi. Vi rientrano solo i supporti di memoria che, durante il processo di lettura o scrittura delle informazioni, risiedono all'interno del dispositivo utilizzato per eseguire tale processo. Un esempio di supporto di memoria di questo tipo è il CD. Il quaderno è invece un esempio di supporto di memoria che non è di nessuno dei due tipi detti. Essi inoltre non sono mutuamente esclusive: esistono supporti di memoria che sono sia supporti removibili che supporti non removibili. Un esempio di tali supporti di memoria è l'hard disk.

#### Supporto non removibile
Il supporto non removibile è un supporto di memoria la cui rimozione dal dispositivo che lo legge o lo scrive non rientra nel normale utilizzo che ne fa il suo utilizzatore. In altri termini il supporto non removibile è pensato come componente stabile del dispositivo che lo legge o lo scrive. Può essere da esso rimosso, ma solo attraverso operazioni di smontaggio più o meno complesse.
La rimozione del supporto non removibile dal dispositivo che lo legge o lo scrive avviene in caso di avaria del supporto di memoria al fine di permetterne la riparazione o la sostituzione, oppure in caso si voglia sostituire il supporto di memoria con uno di altro tipo in grado di offrire più capienza o maggiori prestazioni o diverse funzionalità.
Un esempio di supporto non removibile utilizzato in ambito informatico è il chip di memoria installato sulle schede elettroniche presenti all'interno del computer. Un altro esempio inerente sempre l'ambito informatico è il modulo di memoria. L'hard disk è di nuovo un esempio inerente all'ambito informatico. Spesso infatti l'hard disk viene installato all'interno del computer in modo da costituirne una componente stabile.

#### Supporto removibile
Il supporto removibile è un supporto di memoria la cui rimozione dal dispositivo che lo legge o lo scrive rientra nel normale utilizzo che ne fa il suo utilizzatore. Il supporto removibile è infatti pensato per essere facilmente e velocemente rimosso, attraverso poche e semplici operazioni manuali, dal dispositivo che lo legge o lo scrive. Esempi di supporti removibili utilizzati attualmente sono il CD e la memory card. Il floppy disk è un esempio di supporto removibile in disuso utilizzato in ambito informatico.
La Compact Cassette è un esempio di supporto removibile in disuso utilizzato nell'home audio e in ambito informatico. L'hard disk non è solo un esempio di supporto non removibile ma anche di supporto removibile. L'hard disk può essere infatti installato all'interno del computer anche in modo che la sua rimozione dal computer possa avvenire velocemente e facilmente. Tale possibilità viene realizzata utilizzando un apposito cassettino all'interno del quale viene installato l'hard disk. Il cassettino è predisposto per essere facilmente e velocemente inserito in un vano per drive con apertura nel case senza che sia necessaria nessuna particolare operazione di montaggio come ad esempio l'avvitamento di viti. Di conseguenza anche la rimozione del cassettino dal vano per drive non richiede operazioni di smontaggio.
La maggior parte dei supporti removibili sono supporti di memoria che mantengono memorizzate le informazioni anche quando sono rimossi dal dispositivo che li legge o li scrive. In ambito informatico i supporti removibili che mantengono memorizzate le informazioni anche quando sono rimossi dal dispositivo che li legge o li scrive sono supporti di memoria di massa. Un esempio di supporto removibile che non mantiene memorizzate le informazioni anche quando è rimosso dal dispositivo che lo legge o lo scrive è l'espansione di memoria realizzata come supporto removibile.
I supporti removibili che mantengono memorizzate le informazioni anche quando sono rimossi dal dispositivo che li legge o li scrive sono supporti di memoria che permettono di trasportare le informazioni (in essi memorizzate) da un luogo ad un altro. Sono supporti di memoria che permettono inoltre l'allestimento di archivi dove riporli e conservarli al fine di una successiva consultazione.

### Tipo di informazione memorizzata
Un terzo criterio utilizzato per distinguere diversi  supporti di memoria considera il tipo di informazione memorizzata sul supporto di memoria. In base a tale criterio i supporti di memoria si possono distinguere nei seguenti tipi:
- supporto audio;
- supporto video;
- supporto cinematografico;
- supporto fotografico;
- supporto informatico.

Questi tipi di supporti di memoria non sono mutuamente esclusive. Ad esempio molti dei supporti informatici attualmente in uso sono anche dei supporti audio, dei supporti video e dei supporti fotografici. Un esempio particolare di supporto di memoria che può essere di vari tipi  ed appartenente ormai al passato è la Compact Cassette: nata come supporto audio, la Compact Cassette è stata in seguito anche utilizzata come supporto informatico per gli home computer degli anni settanta e ottanta.

#### Supporto audio
Il supporto audio è un supporto di memoria utilizzato per memorizzare l'audio.
Il supporto audio attualmente più diffuso è il CD Audio. In particolare il CD Audio è utilizzato dall'industria musicale per la commercializzazione della musica. Dall'introduzione del CD-R e del CD-RW, il CD Audio è utilizzato anche nell'home audio.
Due supporti audio lanciati con l'intento di soppiantare il CD Audio sono il DVD-Audio e il Super Audio CD. In entrambi i casi l'intento di soppiantare il CD Audio non ha avuto successo e attualmente il DVD-Audio e il Super Audio CD rappresentano un mercato di nicchia. Il DVD-Audio e il Super Audio CD comunque sono in grado di offrire una qualità audio superiore rispetto al CD Audio e sono quindi molto apprezzati dall'audiofilo.
Il DVD-Audio e il Super Audio CD sono utilizzati solo dall'industria musicale per la commercializzazione della musica: a causa del limitatissimo successo ottenuto in tale ambito, non si sono mai diffusi nell'home audio.
Negli ultimi anni la diffusione del CD Audio ha subito un drastico calo in conseguenza al grande successo ottenuto dall'audio digitale compresso come l'MP3 e alla diffusione dei servizi di download della musica. L'affermazione dell'audio digitale compresso ha portato alla diffusione di apparecchi portatili (come ad esempio il lettore MP3) destinati alla fruizione di tale tipo  di audio. E di conseguenza alla diffusione di nuovi supporti audio ad essi dedicati come ad esempio la memory card.
Prima dell'affermazione del CD Audio, i supporti audio più diffusi sono stati il disco in vinile e la Compact Cassette. Altri supporti audio che hanno avuto una limitata diffusione all'epoca del successo del disco in vinile e della Compact Cassette sono il DCC e il Minidisc.
Un supporto audio che si è diffuso principalmente in ambito professionale è il DAT.

#### Supporto informatico
Il supporto informatico (anche chiamato "supporto di memoria" o "supporto di memorizzazione") è un supporto di informazione utilizzato in ambito informatico per memorizzare il software.
I supporti informatici sono moltissimi. Fin dai primi anni dell'informatica la ricerca sui supporti informatici è sempre stata molto intesa e volta all'ideazione del supporto informatico più efficiente e capiente. Attualmente i più diffusi supporti informatici sono i seguenti: CD, DVD, blu-ray disc, hard disk, SSD, pen drive, memory card. Prima dell'avvento dei CD scrivibili, un supporto informatico molto diffuso è stato il floppy disk.

#### Supporto cinematografico
Un supporto cinematografico è un supporto di informazione atto alla conservazione dell'immagine in movimento. Fino all'avvento del cinema digitale, il supporto cinematografico per antonomasia è stato la pellicola cinematografica. Già a partire dagli anni Cinquanta del secolo scorso, con l'avvento della registrazione video magnetica, in ambito televisivo la pellicola cinematografica è stata soppiantata dal videonastro, il primo supporto video della storia. Inizialmente la registrazione video magnetica era molto costosa in termini economici, quindi era relegata all'ambito professionale. A partire dagli anni Ottanta del secolo scorso, sono stati disponibili i primi camcorder economici, caratterizzati però da prestazioni medio-basse. Tali camcorder, utilizzanti il videonastro come supporto video, avevano però un vantaggio: le immagini registrate erano immediatamente visibili collegando il camcorder al televisore.
Questa caratteristica del camcorder ha comportato la fine commerciale della cinepresa amatoriale. E quindi la dismissione della pellicola cinematografica in ambito amatoriale. Le immagini in movimento registrate con la cinepresa non sono infatti visibili immediatamente: prima è necessario sviluppare la pellicola cinematografica. Fino all'avvento del cinema digitale, in ambito professionale, per la produzione di opere cinematografiche, si è continuato ad utilizzare la pellicola cinematografica essendo in grado di offrire ottime prestazioni. Attualmente, anche in tale ambito, la pellicola cinematografica viene progressivamente dismessa. Non sono pochi però i registi che continuano a preferirla ancora oggi. Nel cinema digitale, come supporto cinematografico, sono utilizzati vari tipi di supporti video digitali. Spesso nati in ambito informatico (come ad esempio l'hard disk e la memory card).

### Altri tipi
Altri tipi di supporti di memoria sono distinti utilizzando criteri vari che considerano la grandezza utilizzata per memorizzare le informazioni sul supporto, il materiale con cui è fatto il supporto, il metodo utilizzato per leggere e scrivere le informazioni sul supporto. In base a tali criteri i supporti di memoria si possono distinguere nei seguenti tipi:
- supporto cartaceo;
- supporto magnetico;
- supporto ottico;
- supporto magneto-ottico;
- supporto elettronico.

Questi tipi di supporti di memoria sono invece mutuamente esclusivi: un particolare supporto di memoria rientra sempre in una, e una sola, dei tipi detti.